# Teatro San Cassiano

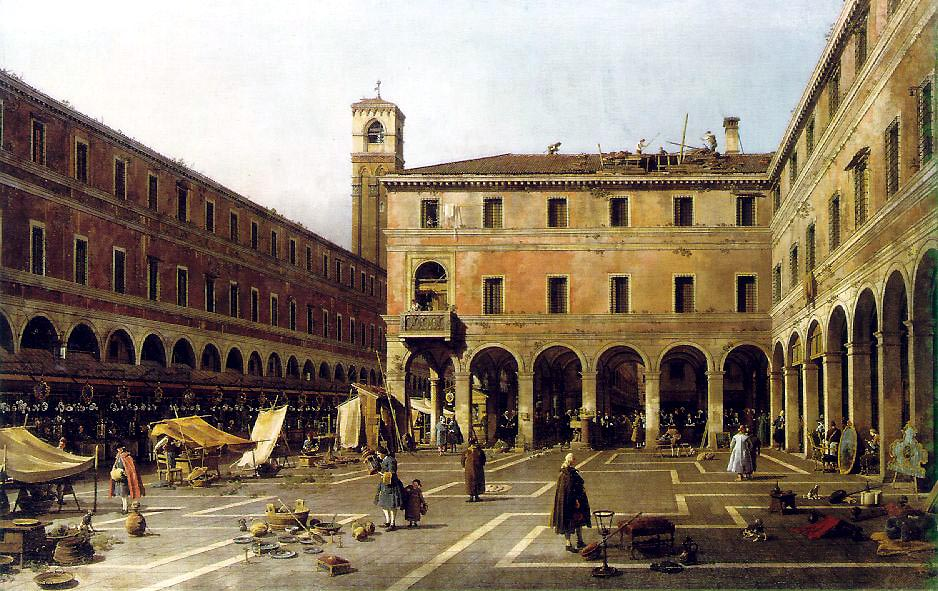
Il Campo di Rialto v 18. století, obraz od Canaletta (1697–1768)

Teatro San Cassiano (Teatro di San Cassiano di Venezia) bylo prvním veřejným operním divadlem nejen v Benátkách, nýbrž v celé Evropě a tím na celém světě.

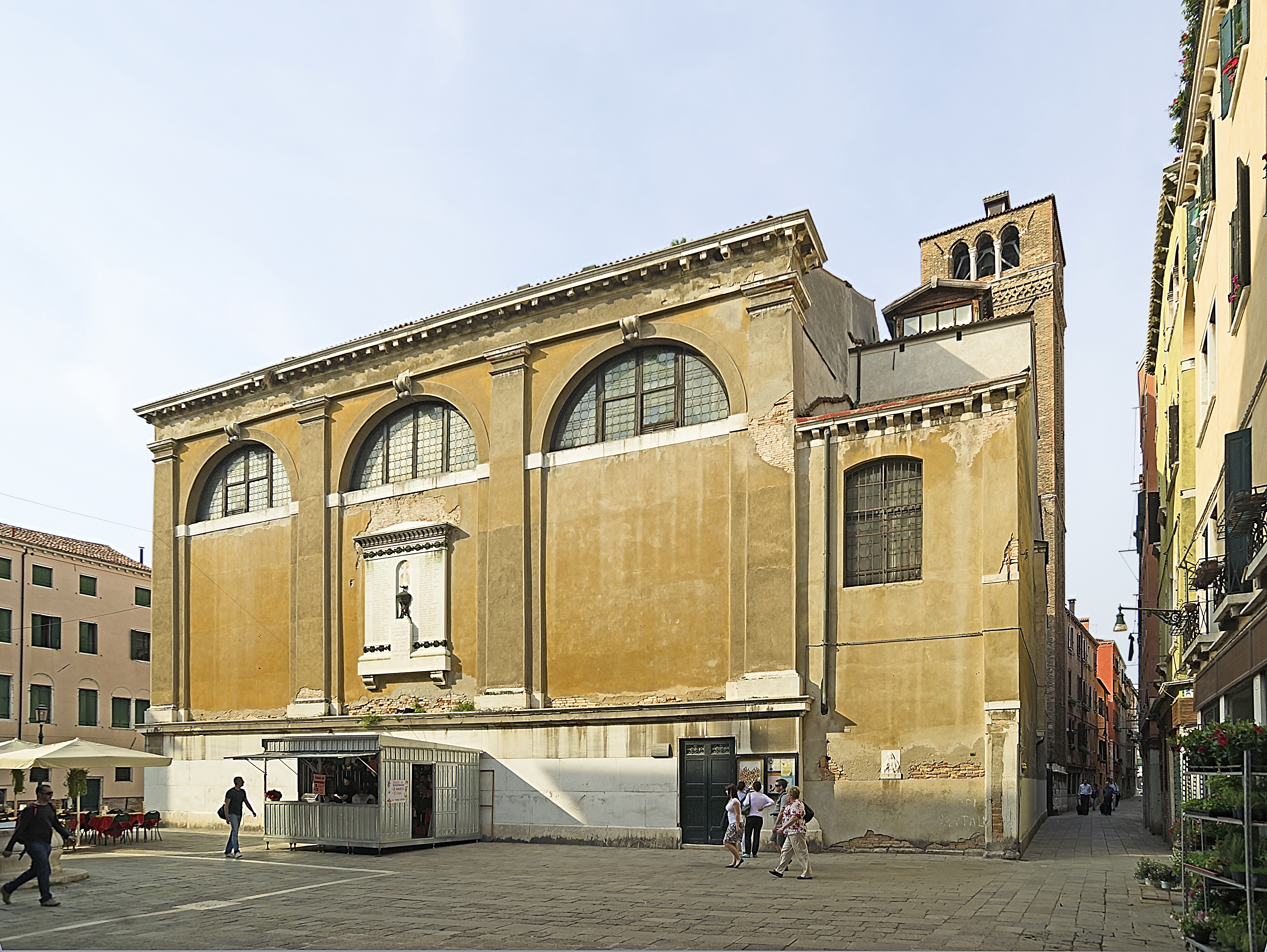
Kostel San Cassiano v Benátkách

Divadlo bylo postaveno v centrální části Benátek, ve čtvrti Rialto. Své jméno dostalo podle blízkého kostela San Cassiano. Na tomto místě stála od roku 1565 dřevěná budova činoherního divadla, postavená slavným architektem Andreou Palladiem, která podlehla požáru v roce 1629. Stavba kamenné budovy nového divadla byla financována rodinou benátských patriciů Trónů. Divadlo bylo otevřeno roku 1637. Bylo založeno na zcela komerčním základě. Nebylo určeno jen pro aristokratickou společnost, jako některá další benátská divadla (např. Teatro San Salvatore), ale bylo přístupné komukoliv, kdo zaplatil vstupné.
První takto komerčně uvedenou operou byla L'Andromeda skladatele Francesca Mannelliho v roce 1637 a o rok později jeho další opera La Maga Fulminata. Libreto k oběma operám napsal Benedetto Ferrari. V některých pramenech se uvádí, že v případě opery La Maga Fulminata byl Ferrari i autorem hudby. V dalších letech pak uvedlo divadlo celou řadu oper, jejichž skladateli byli Francesco Cavalli, Pietro Andrea Ziani, Pietro Antonio Cesti a další. Celkem bylo v divadle uvedeno 37 premiérových představení.
Koncem 17. století se staly Benátky hlavním operním městem světa a bylo otevřeno deset nových komerčních operních scén. Význam divadla San Cassiano začal upadat. Poslední představení se v něm konalo v roce 1807. Po sérii požárů bylo divadlo v roce 1812 zbouráno.